# Zyklomorphose
Die Zyklo- oder Cyclomorphose, auch Temporalvariation oder temporaler Formwechsel, beschreibt die zyklische saisonale Veränderung der Morphologie von Organismen, speziell die Veränderung von Planktonorganismen wie Wasserflöhen, Rädertierchen und anderen Zooplanktern. Geprägt wurde die Bezeichnung 1898 durch den Ökologen Robert Lauterborn, seitdem wurde das Phänomen von zahlreichen Wissenschaftlern betrachtet, darunter den Limnologen George Evelyn Hutchinson und Winfried Lampert.
Die Veränderung der Morphologie betrifft vor allem die Länge verschiedener Körperanhänge wie Stacheln oder bei Daphnien die Kopfform und wird wahrscheinlich durch verschiedene während der Embryonalentwicklung wirksame Faktoren wie der Temperatur, der Nahrungsverfügbarkeit, oder der Anwesenheit von potenziellen Prädatoren induziert.

## Belege
1. 1 2  Cyclomorphose. In: Herder-Lexikon der Biologie. Spektrum Akademischer Verlag, Heidelberg 2003. ISBN 3-8274-0354-5.
2. ↑  Winfried Lampert, Ulrich Sommer: Limnoökologie. Thieme, Stuttgart 1993, S. 289 ff.